# Ryszard Zwierzchowski
Ryszard Zwierzchowski (ur. 19 marca 1952) – polski inżynier, doktor habilitowany nauk technicznych. Specjalizuje się w ciepłownictwie, ogrzewnictwie i konstrukcjach urządzeń ogrzewczych. Adiunkt na Wydziale Instalacji Budowlanych, Hydrotechniki i Inżynierii Politechniki Warszawskiej.

## Życiorys
Studia inżynierskie na Wydziale Mechanicznym Energetyki i Lotnictwa Politechniki Warszawskiej ukończył w 1976. Doktoryzował się w 1983 na podstawie pracy pt. Model matematyczny zautomatyzowanego węzła cieplnego oraz jego doświadczalna weryfikacja (promotorem pracy był prof. Leon Kołodziejczyk). Habilitował się w 2014 na podstawie oceny dorobku naukowego i rozprawy Analiza układów hydraulicznych w elektrociepłowniach i ciepłowniach z akumulatorem ciepła. 
Pracuje jako adiunkt i kierownik w Zakładzie Systemów Ciepłowniczych i Gazowniczych Wydziału Instalacji Budowlanych, Hydrotechniki i Inżynierii Politechniki Warszawskiej. Prowadzi zajęcia z wymiany masy. W pracy badawczej zajmuje się takimi zagadnieniami jak: wymiana ciepła i masy, ciepłownictwo i ogrzewnictwo, magazynowanie energii, odnawialne i skojarzone wytwarzanie energii oraz układy pompowe i układy wodno-parowe źródeł ciepła. Należy do American Society of Mechanical Engineers (ASME, od 1994) oraz do Polskiego Zrzeszenia Inżynierów i Techników Sanitarnych (od 1990).
Swoje artykuły publikował w czasopismach naukowych i fachowych, m.in. w "Ciepłownictwie, Ogrzewnictwie, Wentylacji" oraz "Rynku Energii".